# Gilly-sur-Loire
Gilly-sur-Loire är en kommun i departementet Saône-et-Loire i regionen Bourgogne-Franche-Comté i östra Frankrike. Kommunen ligger i kantonen Bourbon-Lancy som tillhör arrondissementet Charolles. År 2022 hade Gilly-sur-Loire 475 invånare.

## Befolkningsutveckling
Antalet invånare i kommunen Gilly-sur-Loire
| Referens: INSEE |